# Стрима
Стрима или Стримо је у грчкој митологији била нимфа.

## Митологија
Према неким ауторима, њено име је Роја и она је била кћерка речног бога Скамандара, најада која је потицала са тројанских извора. Била је жена тројанског краља Лаомедонта, са којим је, према Аполодору имала Титона, Лампа, Клитија, Хикетаона, Пријама, Хесиону, Килу и Астиоху.